# Лаптій Андрій Трохимович
Андрій Трохимович Лаптій (1914—?) — український кінооператор, член Національної спілки кінематографістів України.

## Життєпис
Народ. 17 жовтня 1914 р. в с. Литвяки Полтавської області в родині селянина. Закінчив Київський кіноінститут та операторський факультет Всесоюзного державного інституту кінематографії (1941). 
Працював оператором «Укркінохроніки» в Алма-Аті (1941 — 1944). 
З 1944 р. — оператор Харківського кореспондентського пункту «Укркінохроніки».
Зняв фільми: «Перемога на Правобережній Україні та вигнання німецьких загарбників за межі українських радянських земель» (1945, у співавт.; реж. О. Довженко), «Україна відроджується» (1947, у співавт.), «Битва за хліб» (1948), «На шляху достатку» (1949, у співавт.), «20 років ХТЗ» (1952), «Наш Харків» (1954), «Пам'яти В. Г. Короленка» (1956), «Виставка в Харкові» (1958), «Товариш трактор» (у співавт.), «Мій дід» (1967), «Полтави тихої корона» (1969), «Знайомтесь, Харків» (1970) тощо, близько 1000 сюжетів для кіножурналів «Радянська Україна», «Новости дня» та ін.
Нагороджений Почесною Грамотою Президії Верховної Ради України.
Був членом Національної спілки кінематографістів України.